# Berberis armata
Berberis armata là một loài thực vật có hoa trong họ Hoàng mộc. Loài này được Citerne mô tả khoa học đầu tiên năm 1892.